# Georg Feigl
Georg Feigl   (Hamburg, 13 d'octubre de 1890 - Wechselburg, 25 d'abril de 1945) va ser un matemàtic alemany.

## Vida i Obra
Feigl va fer els estudis secundaris al Johanneum d'Hamburg fins al 1909. A continuació va ingressar a la universitat de Jena per estudiar matemàtiques, però no va acabar fins al 1918 perquè una severa malaltia estomacal crònica el va obligar a diverses interrupcions dels estudis. A partir de 1919 va ser assistent d'Erhard Schmidt a la universitat de Berlín, en la qual va obtenir l'habilitació docent el 1927.
El 1935 va ser nomenat professor titular de la universitat de Breslau. El 1945, en arribar les tropes soviètiques, el departament de matemàtiques es va traslladar a Wechselburg, on va morir poc després degut a la impossibilitat d'obtenir el tractament per la seva malaltia crònica.
La seva malaltia el va obligar a escollir entre la recerca i la docència, inclinant-se per aquesta segona. Els seus escasos treballs de recerca van ser sobre geometria, sobre tot en fonaments de la geometria i topologia.
En el trasllat a Wechselburg es van perdre els seus manuscrits, que es van retrobar anys després i van servir de base per a que el seu deixeble, Hans Rohrbach, publiquès el seu llibre més significatiu: Einführung in die höhere Mathematik (Introducció a les matemàtiques superiors) (1953).